# 배리 넬슨
배리 넬슨(Barry Nelson, 1917년 4월 16일 ~ 2007년 4월 7일)은 미국의 배우로, 이언 플레밍의 제임스 본드를 처음으로 연기한 배우이다.

## 출연 작품
- 에어포트